# Calypso (Schiff, 1917)
HMS Calypso (Kennung: D61) war ein britischer Leichter Kreuzer der C-Klasse vom Untertyp Caledon. Das Schiff kam 1917 in den Dienst der Royal Navy und wurde um die Jahreswende 1918/1919 in der Ostsee zum Schutz der baltischen Staaten eingesetzt. 1919 und 1920 unterstützte sie Weiße Truppen im Russischen Bürgerkrieg an den Küsten des Schwarzen Meeres.
Im Zweiten Weltkrieg wurde die Calypso 1940 durch das italienische Unterseeboot Alpino Bagnolini versenkt. Sie war das erste britische Schiff, das die italienische Marine im Zweiten Weltkrieg versenkte.

## Baugeschichte
Die HMS Calypso war der zweite bei Hawthorn, Leslie & Company in Hebburn am Tyne fertiggestellte Kreuzer der C-Klasse. Ihre Kiellegung erfolgte im Februar 1916 und sie wurde im Juni 1917 in Dienst gestellt.
Sie gehörte zur 5. Untergruppe der Klasse, die meist als Caledon-Klasse bezeichnet wird, deren vier Schiffe im Dezember 1915 bei verschiedenen Werften bestellt wurden. Sie unterschieden sich von den vorangegangenen Kreuzern der Klasse durch veränderte Aufbauten. Die Zwei-Schornstein-Schiffe hatten fünf 6-Zoll-Geschütze, aber nur ein Buggeschütz und noch nicht zwei sich überschießende Buggeschütze wie spätere Einheiten. So waren nur die Heckgeschütze angeordnet. Die beiden anderen Geschütze waren auch auf der Mittschiffslinie vor und nach den Schornsteinen installiert. Das vordere (zwischen Schornstein und Brückenaufbau) hatte nur einen eingeschränkten Feuerbereich.
Die beiden 3-Zoll-Flugabwehrgeschütze waren seitlich neben dem vorderen Schornstein aufgestellt.

## Einsatzgeschichte
Die vier Kreuzer wurde scherzhaft „Tyrwhitt's Dreadnoughts“ genannt, da sie anfangs der „Harwich Force“ unter Commodore Reginald Tyrwhitt zugeteilt wurden, wo sie das 6. Leichte Kreuzergeschwader bildeten.

### Das Zweite Seegefecht bei Helgoland
Schon kurz nach der Indienststellung war die Calypso am 17. November 1917 am sogenannten Zweiten Gefecht bei Helgoland beteiligt, als sie mit ihrem Schwesterschiff Caledon und der Galatea Minensucher der Kaiserlichen Marine angriff. Diese zogen sich auf die in See befindliche II. Aufklärungsgruppe unter Konteradmiral Ludwig von Reuter mit den Kleinen Kreuzern Königsberg, Nürnberg, Frankfurt und Pillau zurück.

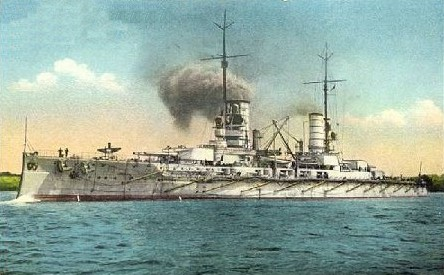
Die Kaiserin

Die als Deckungsstreitkräfte ebenfalls in See befindlichen Schlachtschiffe Kaiserin und Kaiser unter Kapitän zur See Kurt Graßhoff griffen auch in das Gefecht aus großer Distanz ein. Die drei leichten Kreuzer nahmen das Gefecht mit den deutschen Schlachtschiffen an, da sie erwarteten, dass die britischen Schlachtkreuzer Tiger, Renown und Repulse und die Großen Kreuzer Courageous und Glorious bald eintreffen würden. Die Calypso erhielt durch die Kaiserin einen schweren Treffer in der Brücke, der dort alle einschließlich des Kommandanten tötete (10 Tote). Courageous und Glorious konnten auf britischer Seite als erste Schiffe mit schwerer Artillerie eingreifen. Für die beiden späteren Flugzeugträger war es das einzige Gefecht als Kreuzer. Obwohl sie 92 bzw. 57 Schuss abgaben, erzielten sie nur einen unbedeutenden Treffer auf der Pillau. Auch die fast 400 Schuss ihrer Mittelartillerie verfehlten die deutschen Schiffe. Auf der Glorious fiel zudem das linke Geschütz des Bugturms durch einen Granatsplitter aus. Als die Repulse unter Captain William Boyle auch in das Gefecht eingriff, zogen sich die deutschen Linienschiffe in den Schutz ihrer Minenfelder zurück. Die Repulse gab noch 54 Schuss mit ihrer schweren Artillerie auf die deutschen Schiffe ab und erzielte einen Treffer auf der Königsberg, der deren Geschwindigkeit erheblich herabsetzte. Die Deutschen verloren in dem Gefecht nur den Hilfsminensucher Kehdingen.

### Einsatz in der Ostsee
Das britische 6. Leichte Kreuzergeschwader unter Konteradmiral Edwyn Alexander-Sinclair wurde auf Wunsch der estnischen Regierung nach der Auslieferung der deutschen Hochseeflotte mit fünf Leichten Kreuzern (Calypso, ihre Schwesterschiffe Cassandra und Caradoc, die Ceres sowie die Cardiff als Flaggschiff) und neun Zerstörern in die Ostsee entsandt, um die Esten mit Waffen (6500 Gewehre, 200 Maschinengewehre und zwei Feldgeschütze) zu versorgen und die sowjetische Flotte an einem Eingreifen in den Bürgerkrieg in den baltischen Staaten zu hindern. Am 22. November 1918 verließ der Verband Rosyth und lief über Kopenhagen und Libau (26.) bis zum 27. November nach Reval.

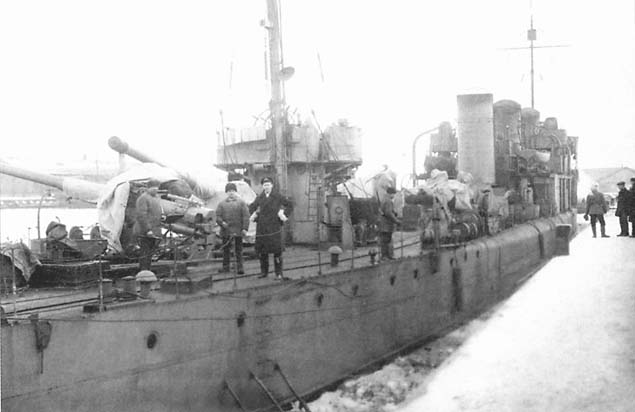
Die von der Calypso aufbrachte Awtroil 1919 in Tallinn

Bei einer Erkundung im Finnischen Meerbusen lief die Cassandra in der Nacht zum 5. Dezember in ein unbekanntes deutsches Minenfeld und sank. Den Zerstörern Vendetta und Westminster gelang es, 430 Mann der Cassandra zu retten. Calypso übernahm die Überlebenden des Schwesterschiffes und brachte sie (begleitet durch die am 6. durch eine Kollision beschädigten Zerstörer Westminster und Verulam) nach Großbritannien, kehrte aber allein sofort wieder in die Ostsee zurück. Wegen einer Krise in Lettland teilte der britische Kommandeur seinen Verband und lief mit Cardiff, Ceres und Zerstörern nach Riga.
Am 24. Dezember 1918 brachten die Zerstörer Wakeful, Vortigern und Vendetta vor Reval den sowjetrussischen Zerstörer Spartak (ex Kapitan Miklucho-Maklaj, Kapitan Kingsbergen) auf, der durch eine Grundberührung auf der Flucht beide Schrauben verloren hatte. Die Briten schleppten den sowjetischen Zerstörer nach Reval ein. Am 25. wurde ein weiterer sowjetrussischer Zerstörer entdeckt, von Calypso, Caradoc und Wakeful angegriffen und ohne Gegenwehr erobert. Die eroberte Awtroil und die eingebrachte Spartak wurden am 2. Januar 1919 an Estland als Kern einer eigenen Flotte übergeben und dienten als Lennuk und Vambola der estnischen Marine, bis beide Boote 1933 an Peru verkauft wurden. Die britische Einheiten besuchten am 1./2. Januar 1919 Helsinki und überführten finnische Freiwillige nach Estland, gaben ab dem 4. Januar estnischen Truppen von See her Artillerieunterstützung im Gebiet von Narwa und wurden Anfang Januar 1919 durch das 1. Leichte Kreuzergeschwader unter Konteradmiral Walter Cowan ersetzt. Die Eislage erlaubte keine weiteren Einsätze im Finnischen Meerbusen. Das neue Geschwader verblieb in Kopenhagen und entsandte nur regelmäßig Schiffe nach Libau.

### Einsatz bei der Mittelmeerflotte
Im März 1919 lief die Calypso ins Mittelmeer, wo sie dem 3. Leichten Kreuzergeschwader der Mittelmeerflotte unterstellt wurde. Sie verlegte weiter in das Schwarze Meer und traf noch im März vor Sewastopol ein. Im Bereich der Krim unterstützten die Franzosen und Griechen die Weißen Truppen. Die Calypso löste die Ceres als britischer Beobachter ab. Am 5. April 1919 traf auch das britische Schlachtschiff HMS Marlborough ein, um die in Jalta lebenden Romanows um die Zarenmutter Maria Feodorowna in Sicherheit zu bringen. Auch die Calypso hatte zeitweise große Flüchtlingsmengen an Bord. Der Kreuzer verblieb aber vor der Krim als Schiff des ältesten britischen Seeoffiziers. Als die Weißen Truppen sich auf die Halbinsel Kertsch zurückzogen, ging die Calypso ins Asowsche Meer, um von dort aus die Weißen zu unterstützen. Als die Marlborough zurückgekehrt war, unterstützte sie bis zum 18. Juni diese an der Frontlinie zur Halbinsel Kertsch, während Calypso mit einem kleinen Monitor und Zerstörern die gleichen Aufgaben für den Raum von der Seite des Asowschen Meeres versuchte.
Ende Juni war der Kreuzer wieder in Malta und besuchte von dort ab 14. Juli 1919 Fiume. Am 31. Juli traf die Calypso in Gibraltar ein. Anfang 1920 war sie wieder im Schwarzen Meer, verließ am 28. März Theodosia, ging nach Noworossijsk und war dann am 23. Oktober 1920 wieder in Malta. Am 11. März 1921 besuchte sie Konstantinopel. Im Herbst des Jahres war sie im westlichen Mittelmeer und wurde ab November 1921 in Malta überholt. Am 31. August 1922 wurde die Calypso wieder in Dienst gestellt.
Im Dezember 1922 rettete die Calypso einen Teil der griechischen Königsfamilie nach dem Militärputsch vom 11. September 1922, der den griechischen König Konstantin I. zur Abdankung zwang. Der Bruder des Königs, Andreas von Griechenland, war auch bedroht, da die Militärjunta unter Nikolaos Plastiras Prozesse gegen diejenigen Offiziere einleitete, die sie für die Niederlage im Krieg gegen die Türkei für verantwortlich hielt. Die in der Armee dienenden Brüder des Königs wurden ebenfalls beschuldigt. Andreas hatte zuletzt eine Division befehligt. Seine Frau Alice von Battenberg, Tochter des früheren Ersten Seelords Louis Mountbatten und mit dem britischen Königshaus verwandt, erbat Hilfe und der britische König Georg V. befahl wie 1918 auf der Krim, die Rettung seiner Verwandten. Die Calypso nahm in Korfu, dem Wohnsitz der Familie, den Prinzen, seine Ehefrau, die vier Töchter und ihren 18 Monate alten Sohn Philippos in einer Apfelsinenkiste als Bett an Bord. Die Familie wurde nach Brindisi gebracht, von wo sie mit dem Zug weiter nach Paris fuhr. Der kleine Philippos wurde als Philip Mountbatten, Duke of Edinburgh, später der Gemahl der britischen Königin Elizabeth II.
Die Calypso verblieb im Mittelmeer bis zu einer größeren, in England vorgesehenen Überholung. Am 25. April 1932 verließ sie Malta, besuchte am 29. April nochmals Gibraltar und traf am 5. Mai 1932 in Chatham ein. Im Oktober verlegte der Kreuzer nach Plymouth, wo er bis zum August 1939 als Teil der Reserveflotte verblieb.

### Einsatz im Zweiten Weltkrieg

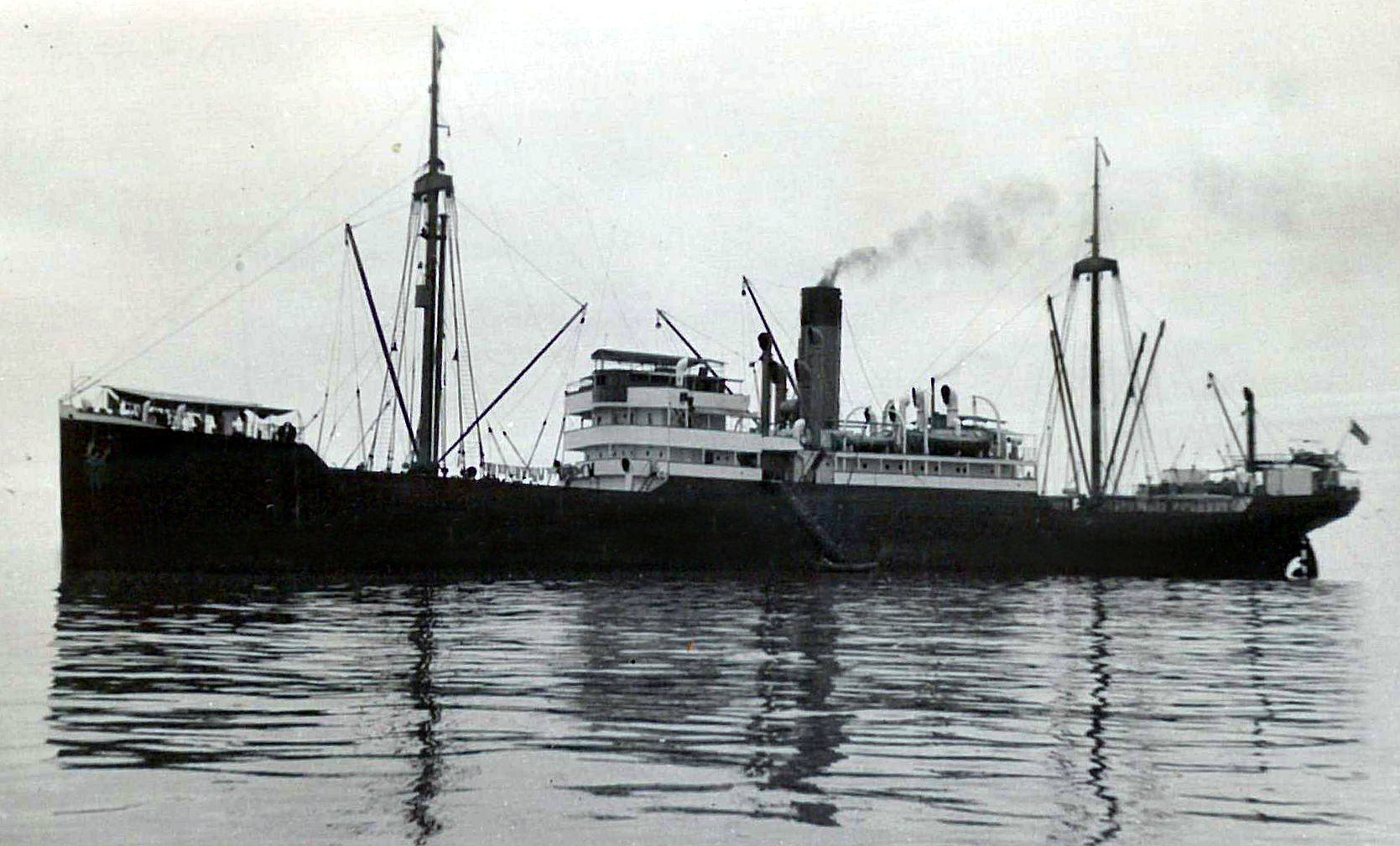
Das Schwesterschiff Porta der Minden in der ursprünglichen Schiffsform

Zu Beginn des Zweiten Weltkriegs wurde die Calypso aktiviert. Am 26. August 1939 traf sie in Scapa Flow ein und lief am 31. August zur ersten Patrouillenfahrt zwischen den Orkneys und Norwegen aus. Am 3. September wurde sie dem neugebildeten 7. Kreuzergeschwader zugeteilt, zu dem auch noch das Schwesterschiff Caledon sowie die Kreuzer Diomede und Dragon gehörten. Mit dem 12. Kreuzergeschwader versahen sie ab dem 6. September die „Northern Patrol“ zwischen Schottland und Island, wobei immer fünf Kreuzer in See sein sollten. Am 24. September 1939 entdeckte die Calypso die aus Rio de Janeiro kommende Minden des NDL nahe den Färöern, deren Besatzung das Schiff versenkte, bevor es von der Calypso oder der ebenfalls eingetroffenen Dunedin besetzt werden konnte. Am 9. Oktober war sie beteiligt, als die Belfast den deutschen Südamerikadampfer Cap Norte aufbrachte, der auch viele Reservisten aus Südamerika an Bord hatte. Im Oktober wurde Sullom Voe die Hauptbasis der Calypso, die ihren Dienst vor allem zwischen den Orkneys und den Färöern versah. Am 18. November wurde Loch Ewe zur neuen Basis des Kreuzers, der am 22. November die Konsul Hendrik Fisser nördlich der Färöer aufbrachte. Am folgenden Tag wurde bekannt, dass der britische Hilfskreuzer Rawalpindi versenkt worden war, und die Calypso beteiligte sich an der Suche nach den deutschen Schlachtschiffen Scharnhorst und Gneisenau und wurde an die norwegische Küste nahe dem Leuchtfeuer von Utvaer geschickt. Am 1. Dezember wurde die Calypso nach Newcastle-upon-Tyne zu einer Überholung verlegt und nach deren Abschluss am 21. weiter nach Plymouth verlegt, um für einen Einsatz im Mittelmeer vorbereitet zu werden. Am 24. Dezember ging die Calypso in See, verbrachte am 27. eine Nacht in Gibraltar und traf am letzten Tag des Jahres noch in Malta ein, wo sie dem 3. Kreuzergeschwader zugeteilt wurde. Im Frühjahr 1940 verlegte sie in das östliche Mittelmeer nach Alexandria.

## Das Ende der Calypso
Kurz nach dem Kriegsbeitritt Italiens war die Calypso mit der britischen Mittelmeerflotte auf der Suche nach italienischen Schiffen, die Libyen versorgten. Etwa 50 Meilen südlich von Cape Lithion auf Kreta wurde sie von einem Torpedo des italienischen U-Boots Alpino Bagnolini unter Franco Tosoni Pittoni getroffen. Über zwei Stunden nach dem Treffer sank die Calypso am 12. Juni 1940 um 0:59 Uhr auf der Position 34° 3′ N, 24° 5′ O.
39 Mann der Calypso starben beim Untergang. Die meisten der Überlebenden wurden vom Zerstörer Dainty gerettet und nach Alexandria gebracht. Auch das Schwesterschiff Caledon war an der Rettung Überlebender beteiligt.

Die Calypso war das erste britische Schiff, das die italienische Marine im Zweiten Weltkrieg versenkte.